# جعفرقلی پیرزاده نهوجی
جعفرقلی پیرزاده نهوجی سیاست‌مدار ایرانی بود، که در دوره بیست و چهارم مجلس شورای ملی بعنوان نماینده اصفهان در مجلس شورای ملی حضور داشت.